# Ondřej Štěpánek
Ondřej Štěpánek (pron. ˈondr̝ɛj ˈʃcɛpaːnɛk; Brandýs nad Labem, 28 novembre 1979) è un canoista ceco, vincitore della medaglia d'argento ai Giochi olimpici di Pechino 2008 nel C2 slalom, in coppia con Jaroslav Volf.
Nella precedente edizione di Atene 2004, la coppia aveva vinto la medaglia di bronzo.

## Palmarès
- Olimpiadi

Atene 2004: bronzo nel C2 slalom.
Pechino 2008: argento nel C2 slalom.
- Mondiali di slalom

1999 - La Seu d'Urgell: oro nel C2 a squadre.
2003 - Augusta: oro nel C2 a squadre, argento nel C2.
2006 - Praga: oro nel C2 e nel C2 a squadre.
2007 - Foz do Iguaçu: oro nel C2 a squadre.
2010 - Tacen: argento nel C2 a squadre.
2013 - Praga: oro nel C2 a squadre, argento nel C2.